# Triade (broderskab)
 For alternative betydninger, se Triade. (Se også artikler, som begynder med Triade)
Begrebet Triade bruges om visse historiske grupperinger af indflydelsesrige college broderskaber i Nordamerika.

## Union-Triaden
Union-Triaden er en gruppe af de tre ældste eksisterende sociale broderskaber, baseret på græske bogstaver, i Nordamerika, der blev grundlagt på Union College i Schenectady, New York: Kappa Alpha Samfund (oprettet 1825), Sigma Phi (1827) og Delta Phi (1827). Ingen formél organisation eksisterer.
Andre broderskaber, der skylder deres fødsel til Union College omfatter Psi Upsilon (1833), Chi Psi (1841), og Theta Delta Chi (1847). Tilsammen gjorde disse mange grundlæggelser Union College fortjent til titlen Broderskabernes Moder.

## Miami-Triaden
Miami-Triaden, betegner til tre broderskaber, der blev grundlagt på Miami University i Oxford, Ohio, i det 19. århundrede: Beta Theta Pi (1839), Phi Delta Theta (1848), og Sigma-Chi (1855). Broderskabshistorikere sammenligner ofte betydningen af Miami Triaden med den tidligere Union-Triade.
Delta Zeta søsterskabet blev grundlagt på Miami University i 1902, og Phi Kappa Tau broderskabet i 1906. Delta Sigma Epsilon søsterskabet begyndte der i 1914, og blev i 1956 sammenlagt med Delta Zeta. Disse talrige grundlæggelser af græske organisationer får nogle til at omtale skolen også som Broderskabernes Moder.
Det har været tradition på nogle universiteter, der har afdelinger af hver af Miami-Triaden, såsom University of Kansas, og University of Mississippi, at holde en årlig fest, formél, eller et bal, der ofte omtales som "Miami-Triaden" eller blot "Triaden", for at fejre deres bånd til hinanden og Miami-Triadens plads i den græske historie. Denne tradition er aftaget i de seneste år, og nogle skoler har forvandlet festen til nye arrangementer, såsom University of Kansas' Miami-Triade Koncert.

## Lexington-Triaden
Lexington-Triaden er en gruppe af tre broderskaber, grundlagt af studerende fra colleges i Lexington, Virginia under Genopbygningen efter den Amerikanske borgerkrig.
Medlemmer af triaden omfatter Alpha Tau Omega (grundlagt i Richmond, Virginia i 1865 af studerende fra Virginia Military Institute (VMI) i Lexington), Kappa Alpha Ordenen (grundlagt i 1865 på Washington & Lee University, ikke at forveksle med Kappa Alpha Samfundet), og Sigma Nu (grundlagt i 1869 på VMI). Det nationale hovedkvarter for både Kappa Alpha Ordenen og Sigma Nu ligger i Lexington.
Medlemmer af Triaden er nogle gange også grupperet som en del af Virginia Cirkelen, der omfatter flere andre broderskaber, der blev grundlagt i Virginia omtrent i Lexington-Triadens periode: Kappa Sigma og Pi Kappa Alpha ved University of Virginia, og nogle gange Sigma Phi Epsilon på Richmond College.

## Jefferson Duo og Pennsylvania-Triaden
Jefferson Duo omfatter broderskaberne Phi Gamma Delta og Phi Kappa Psi, der blev grundlagt i 1848 og 1852, henholdsvis på Jefferson College i Canonsburg, Pennsylvania. En tredje, Kappa Phi Lambda, blev også grundlagt der, men opløstes i 1874. I 1865, blev Jefferson College sammenlagt med Washington College og blev til Washington & Jefferson College.
Phi Kappa Sigma, blev grundlagt på University of Pennsylvania i 1850, er grupperet med Phi Gamma Delta og Phi Kappa Psi for at fuldføre Pennsylvania-Triaden.